# Clervaux slott

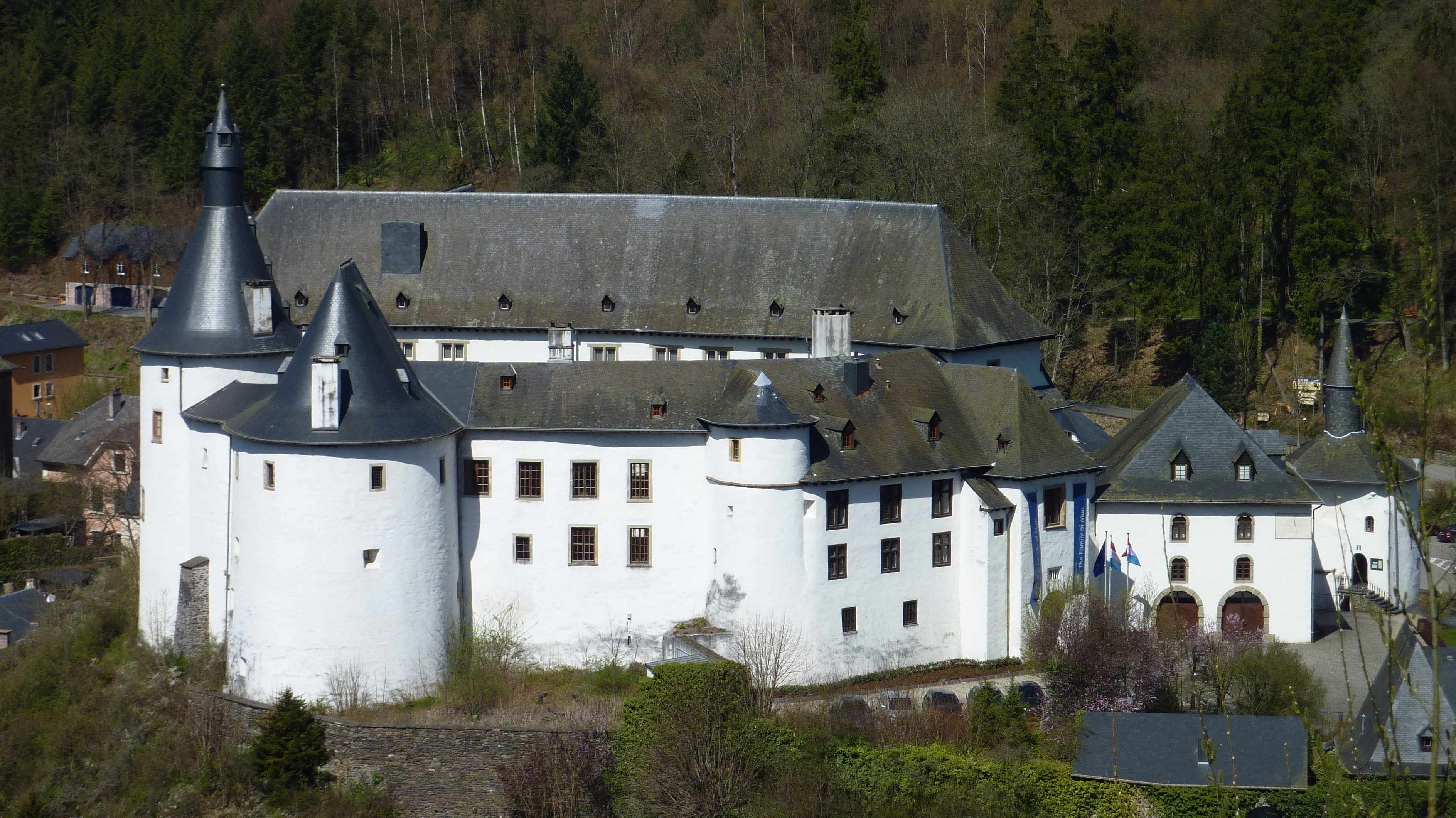
Fasad mot söder

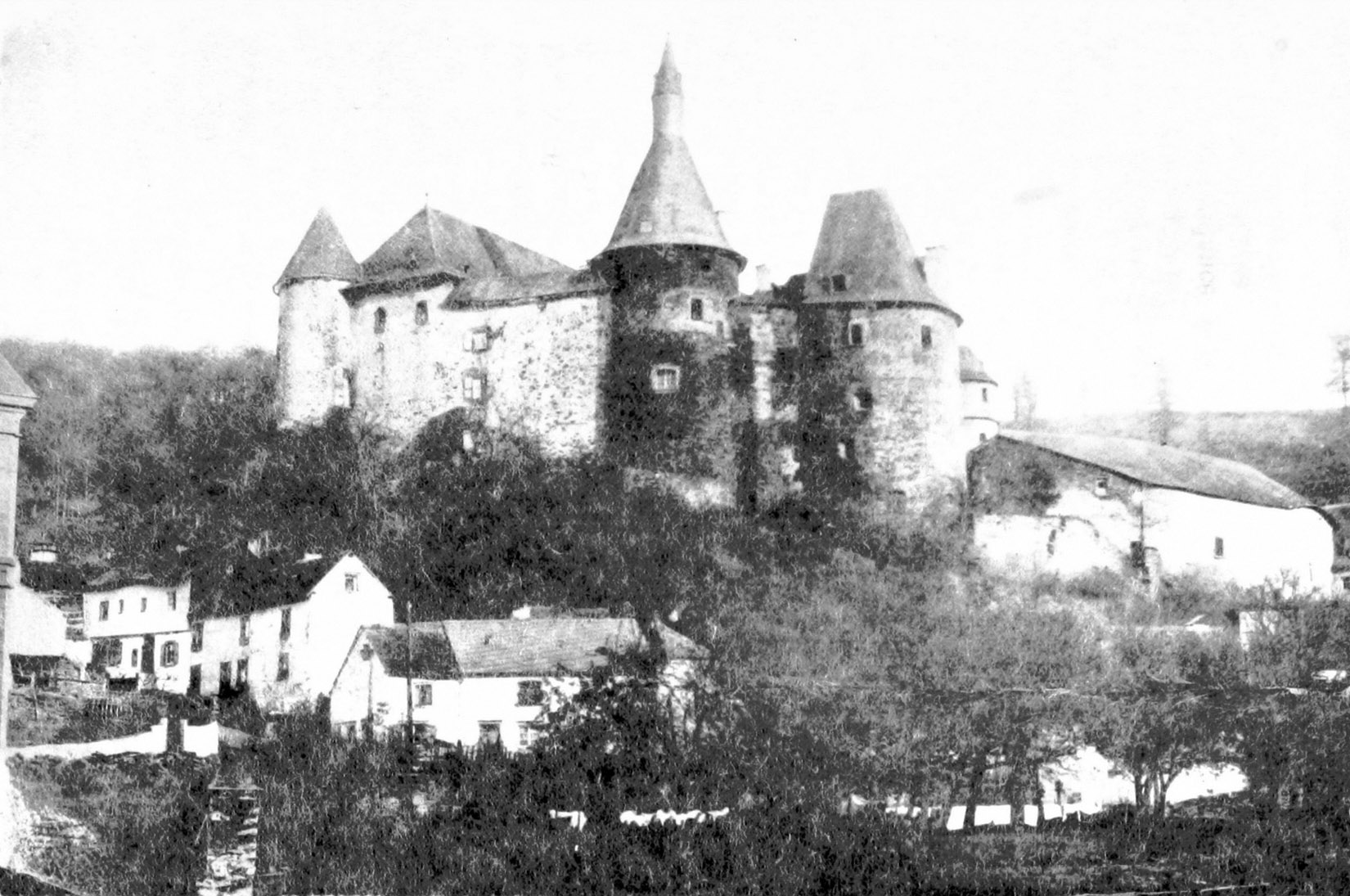
Slottet på 1880-talet

Clervaux slott (luxemburgiska: Schlass Klierf, tyska: Schloss Clerf, franska: Château de Clervaux) är ett slott i staden Clervaux i norra Luxemburg.
Clervaux slott har sina rötter i 1100-talet. Det förstördes under andra världskriget under Ardenneroffensiven, men har senare återuppbyggts. Det inhyser kommunkontor och utställning, bland andra med fotoutställningen Family of Man.
Slottet står på en klippa ovanför staden Clervaux, omgiven på tre sidor av en krök av floden Clerve.

## Historik
De äldsta delarna av slottet från 1100-talet byggdes av Gerard, greve av Sponheim, som var styvbror till greve Frederik I av Vianden. Det stora palatset och de runda tornen är troligen från omkring 1400, då de rika herrarna av Brandenburg i Luxemburg bodde där.
År 1634 byggde Claude av Lannoy mottagningssalarna, inklusive den stora Riddarsalen i flamsk-spansk stil. År 1660 uppfördes stall, lagerlokaler och administrativa byggnader. Under 1700-talet uppfördes nya stallar.
Över åren har Clervaux slott, i likhet med andra slott i Luxemburg, hamnat i förfall, trots att det delvis restaurerades och användes som hotell innan det helt förstördes under Slaget om Clervaux den 16–18 december 1944, vilket var en del av Ardenneroffensiven.

## Slottet idag
Den södra flygeln inrymmer en utställning med modeller av Luxemburgs slott. Det gamla köket används som museum över Slaget om Ardennerna under första världskriget.
De övre våningarna används för en permanent utställning på 503 ursprungliga eller restaurerade fotografier av 273 fotografer från utställningen The Family of Man, en utställning som kuraterades av Edward Steichen för Museum of Modern Art i New York 1955. Utställningen turnerade därefter runt världen och sågs av nio miljoner besökare. Installationen i  Clervaux slott tillkom 1996.

## Bildgalleri

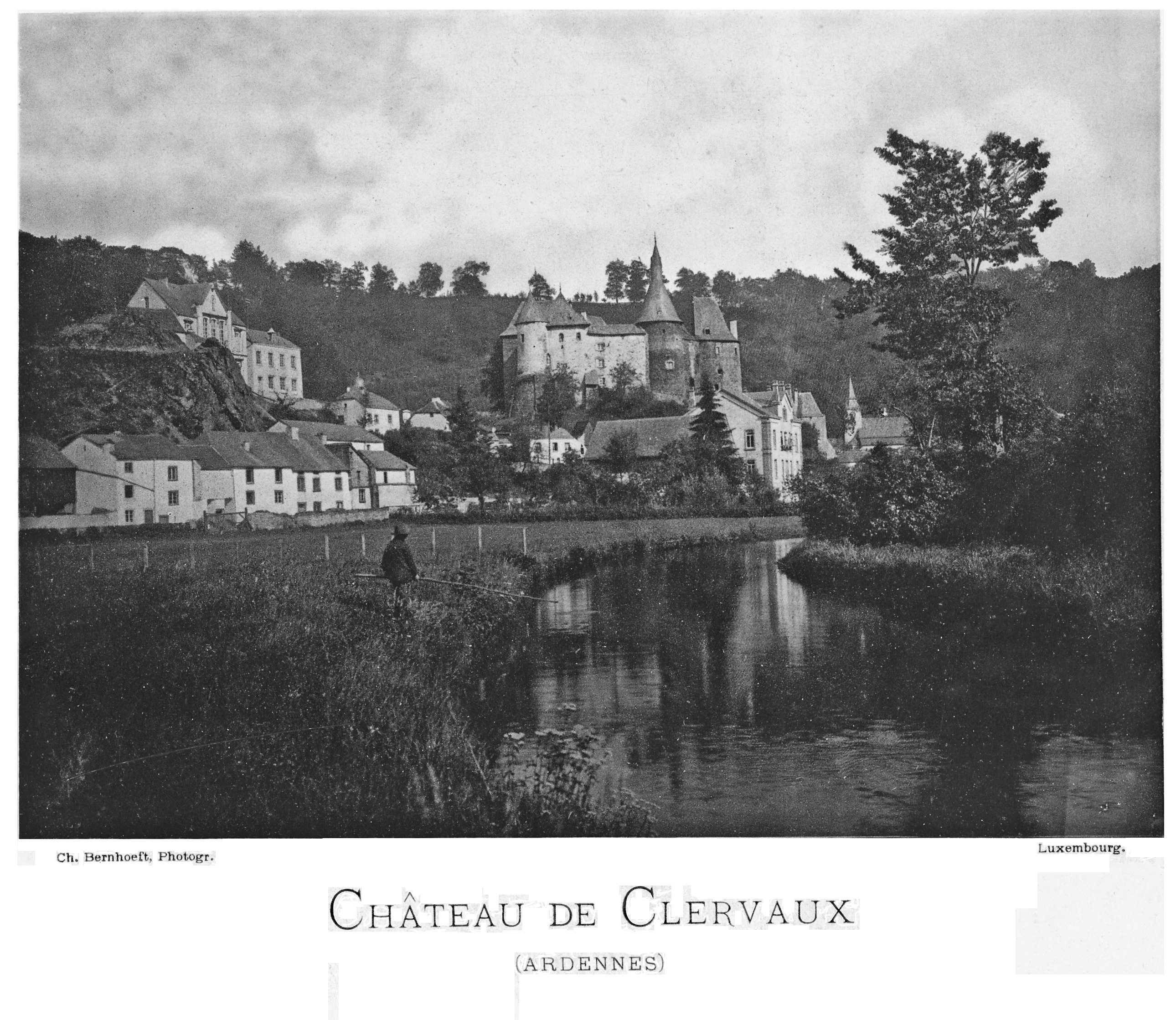
Foto. 1891
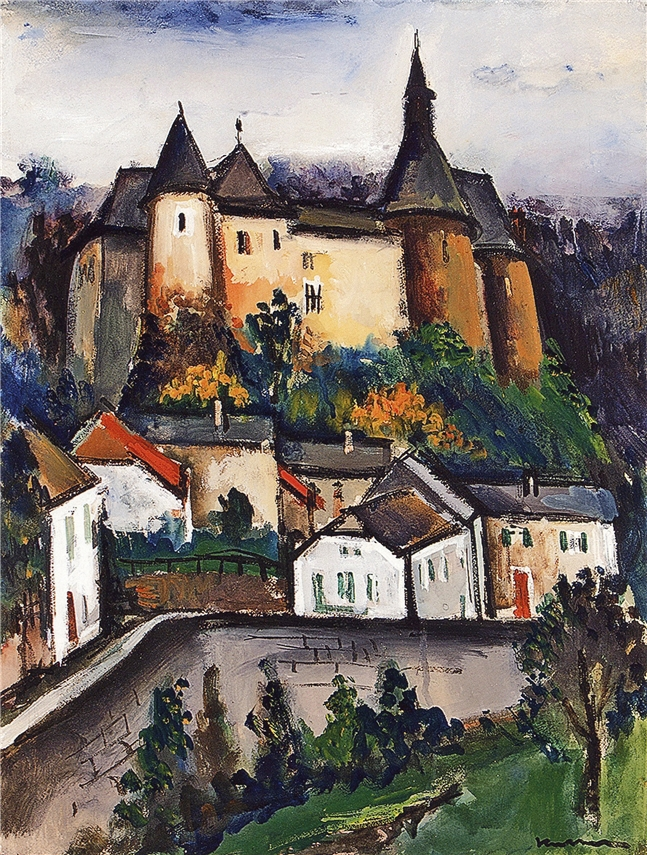
Bild, 1936
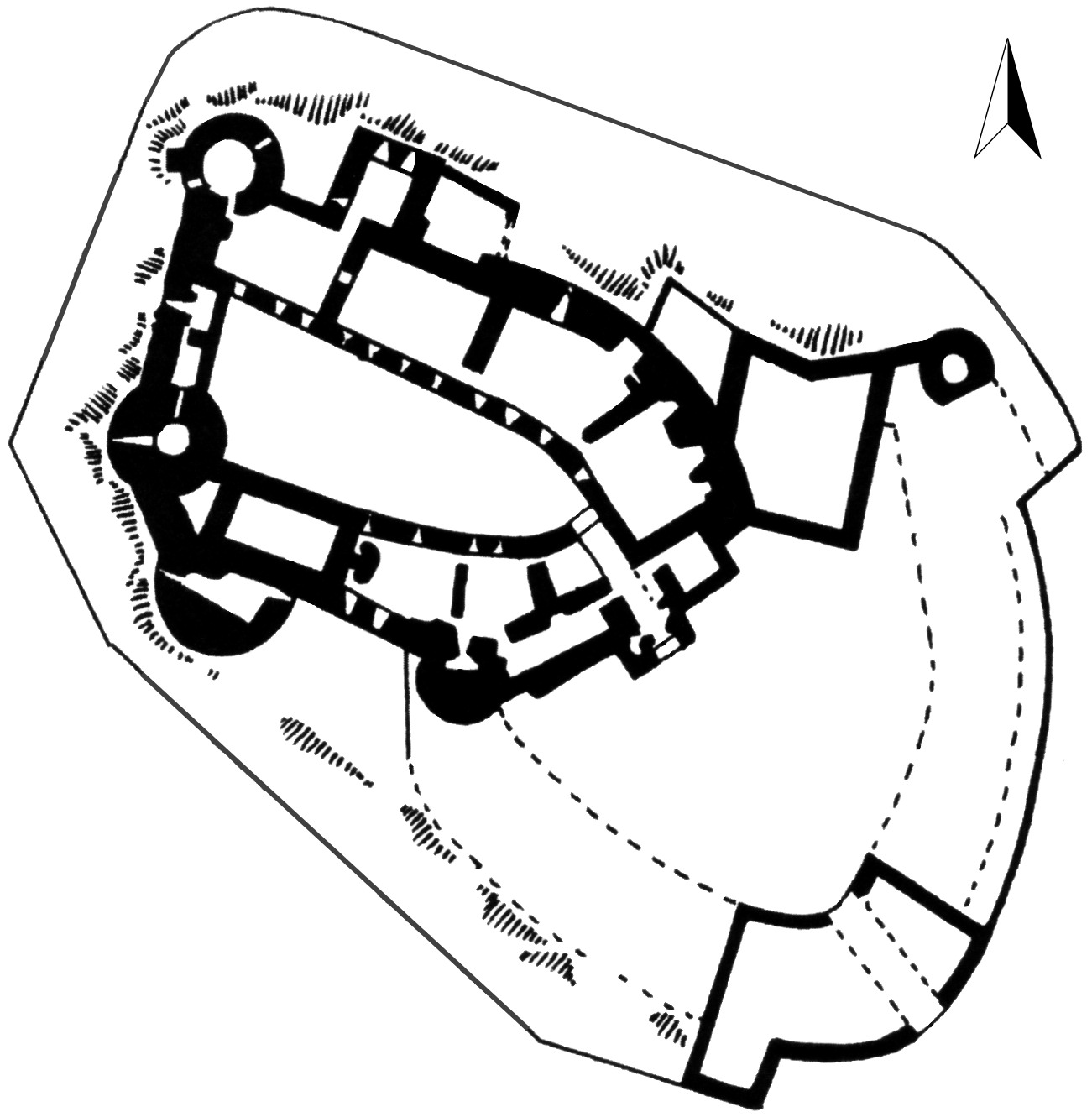
Plan över slottet
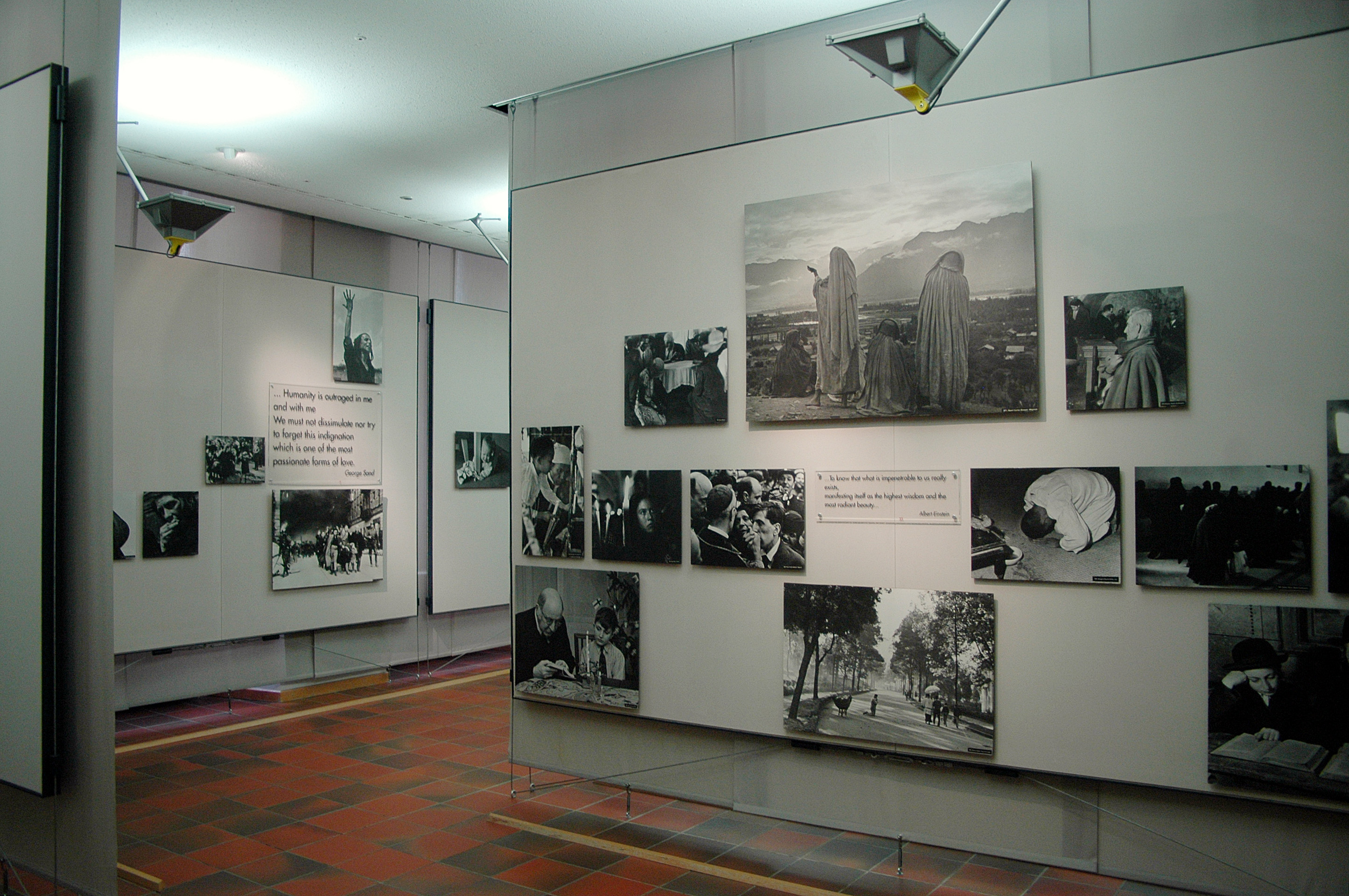
Utställningen Family of Man
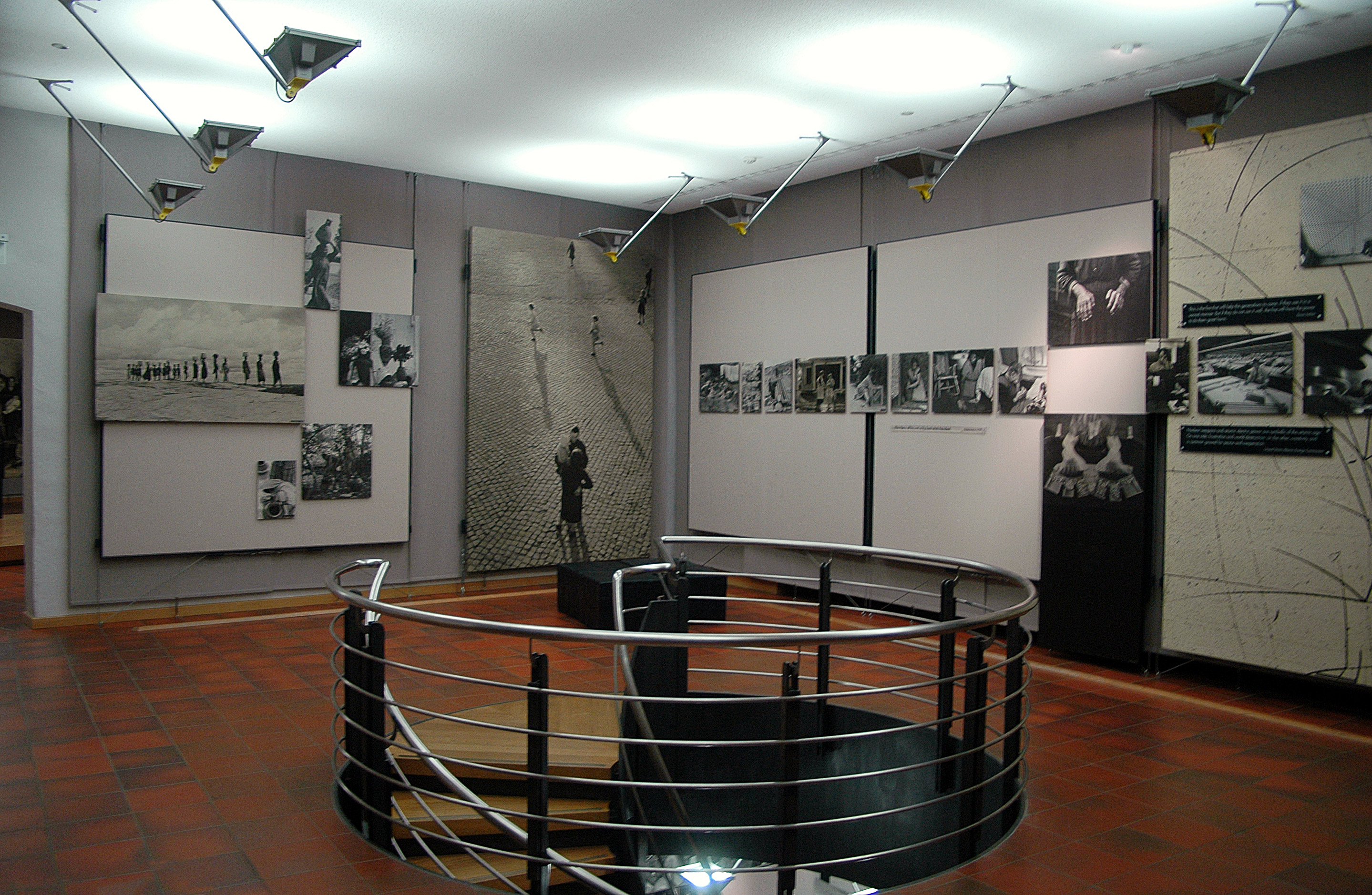
Family of Man